# Georges-Jean Guillebaud
Georges-Jean Guillebaud, francoski general, * 1894, † 1973.